# Becky Albertalli
Becky Albertalli (* Atlanta, Georgie, Spojené státy americké) je americká autorka Young Adult literatury. Je známá díky svému debutu Simon vs. the Homo Sapiens Agenda (Probuzení Simona Spiera), který získal Cenu Williama C. Morrise jako nejlepší debut roku 2015 napsaný pro mládež. Podle knihy byl natočen film Já, Simon (Love, Simon). Její další knihy jsou The Upside of Unrequited (Podělaným navrch), Leah on the Offbeat a What If It's Us, kterou napsala spolu s Adamem Silverou.
Albertalli uvedla, že k práci spisovatelky ji inspirovala australská autorka Jaclyn Moriarty.

## Osobní život
Se svou sestrou Caroline vyrůstala v Atlantě, kde nyní žije se svým manželem Brianem a syny Owenem a Henrym. Albertalli navštěvovala vysokou školu v Connecticutu, kde se zaměřovala na obor psychologie, poté se přestěhovala do Washingtonu, D.C., kde získala doktorát z klinické psychologie. Pracovala jako psycholožka až do roku 2012, kdy se jí narodil první syn, a následně se rozhodla zkusit napsat knihu.
Albertalli byla vychována v reformní židovské domácnosti.